# Margarida de Médici
Margarida de Médici (em italiano: Margherita de' Medici; 31 de maio de 1612 – 6 de fevereiro de 1679), foi duquesa de Parma e Placência pelo seu casamento com Eduardo Farnésio, Duque de Parma. Margarida foi regente de Placência em 1635 e regente de todo o ducado em 1646 após a morte do seu marido.

## Familia
Ela foi a quarta de oito filhos e a segunda filha de Cosme II de Médici, Grão-Duque da Toscana e da sua esposa Maria Madalena de Áustria.
Os irmãos de Margarida eram: Fernando II de Médici, Grão-Duque da Toscana, o Cardeal João Carlos de Médici, o cardeal Leopoldo de Médici, e Ana de Médici, esposa de Fernando Carlos, arquiduque da Áustria. Os outros irmãos de Margarida morreram na infância ou no início da idade adulta .
Os Seus avós paternos eram Fernando I de Médici, e a sua esposa Cristina de Lorena. Fernando era filho de Cosme I de Médici, e da sua primeira esposa Leonor de Toledo. Os avós maternos de Margarida foram Carlos II, arquiduque da Áustria e sua esposa Maria Ana de Baviera. Maria Ana era a filha mais velha do duque Alberto V da Baviera e da sua esposa Ana de Habsburgo, arquiduquesa de Áustria. Ana era filha de Fernando I de Habsburgo, Sacro Imperador Romano e da sua esposa Ana Jagelão. Por isso Margarida é descendente de Imperadores do Sacro Império romano. 

## Vida

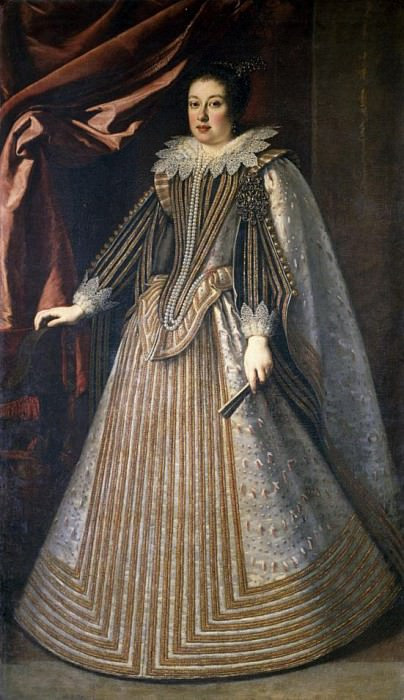

Margarida foi prometida a Eduardo Farnésio, em 1620. Eles casaram-se em 1628 quando ele atingiu a maioridade. O casamento tinha sido fortemente desejado pelo pai de Eduardo, Rainúncio I, que o via como um meio de reforçar a aliança entre o Ducado de Parma e o Grão-Ducado da Toscana, então governado pela família Médici .
O casamento aconteceu em Florença, a 11 de Outubro de 1628. As celebrações do casamento foram acompanhadas por muitos espectáculos e cortejos, incluindo o desempenho da ópera La Flora de Marco da Gagliano, composta especialmente para a ocasião. Para acolher o casal no regresso a Parma, cantou-se Mercúrio e Marte, com música de Claudio Monteverdi e texto de Claudio Achillini no Teatro Farnésio.
Os anos em que o casal governou Parma, foram marcados pela peste de 1630, e pelo contraste entre o esplendor da corte e a carga fiscal que tinham implementado aos seus súbditos. O dinheiro dos impostos foi usado para melhorar os exércitos de Eduardo. O duque também teve uma política pró- francesa.
De acordo com as fontes e testemunhas da época, Margarida era uma mulher bonita, bem como amável e bem educada. Ao contrário dos seus antecessores, o duque era muito dedicado e leal a ela e nunca houve quaisquer relatos que mencionassem que Eduardo tivesse filhos ilegítimos.
A 11 de Setembro de 1646, Eduardo morreu. O seu filho mais velho, Rainúncio II ainda não tinha idade suficiente para governar o Ducado sozinho, e a sua mãe, Margarida foi nomeada regente até que seu filho tivesse idade suficiente para governar sozinho. 
Margarida sobreviveu após a morte de pelo menos dois dos seus filhos. Ela morreu em Parma a 06 de Fevereiro de 1679. 

## Descendência
1. Catarina Farnésio (2 de outubro de 1629), morreu ao nascer.
2. Rainúncio II Farnésio (17 de setembro de 1630 – 11 de dezembro de 1694) Casou com (1) Margarida Iolanda de Saboia, (2) Isabel d'Este, (3) Maria d'Este.
3. Alexandre Farnésio (10 de janeiro de 1635 – 18 de fevereiro de 1689), Governador dos Países Baixos. Morreu sem casar.
4. Horácio Farnésio (24 de janeiro de 1636 – 2 de novembro de 1656) Morreu sem casar.
5. Catarina Farnésio (3 de setembro de 1637 – 24 de abril de 1684) Foi uma freira[2]
6. Maria Madalena Farnésio (15 de julho de 1638 – 11 de março de 1693) Morreu sem casar.
7. Pedro Farnésio (4 de abril de 1639 – 4 de março de 1677) Morreu sem casar.
8. Otávio Farnésio (5 de janeiro de 1641 – 4 de agosto de 1641) Morreu na infância.[1][2]

## Títulos, estilos, honras e armas

### Títulos e estilos
- 31 de maio de 1612 - 11 de outubro de 1628: "Sua Alteza, Margarida de Médici"
- 11 de outubro de 1628 - 11 de setembro de 1646: "Sua Alteza, a Duquesa de Parma e Placência"
- 11 de setembro de 1646 - 6 de fevereiro de 1679: "Sua Alteza a Duquesa viúva de Parma e Placência"